# Coregonus albula
Coregonus albula (Linnaeus, 1758), conosciuto comunemente come coregone bianco,  è un pesce d'acqua dolce appartenente alla famiglia Salmonidae dell'ordine Salmoniformes.

## Distribuzione e habitat
La specie è diffusa nelle acque dolci di Gran Bretagna, Scandinavia, Paesi Baltici, Germania e Russia settentrionali. Essendo anadroma, passa gran parte dell'esistenza nel Mare del Nord e nel Mar Baltico.

## Descrizione
Il Coregone bianco presenta corpo allungato e sottile, compresso ai fianchi. La testa è appuntita, gli occhi grandi. È presente la pinna adiposa. La livrea  è argentea con riflessi azzurri, tendente al grigio sul dorso, con ventre quasi bianco. Raggiunge una lunghezza massima di 45 cm.

## Riproduzione
L'accoppiamento e la deposizione avvengono nella stagione più fredda, da ottobre a marzo, in zone sul fondale sabbioso nella profondità di 2-10 metri. L'incubazione delle uova (giallo ambrate) dura tutto l'inverno.

## Alimentazione
Questa specie si nutre di insetti, uova di pesce e zooplancton (soprattutto copepodi).

## Predatori
È preda abituale di lucci, trote, persici reali, lucioperche e bottatrici.

## Pesca
È un pesce ricercato per la qualità elevata delle sue carni.
In Finlandia il coregone bianco è il pesce più importante per la pesca professionale delle acque interne, e dal 15 marzo 2013, al livello europeo, il Kitkan viisas è la denominazione utilizzata per i coregoni bianchi pescati nei laghi degli altopiani di Koillismaa. Da sempre è stato conservato salato per alimentazione invernale. Nella Finlandia orientale e settentrionale è l'ingrediente di molti piatti tradizionali quale kalakukko (pane ripieno di pesce). Si registra un particolare interesse per i coregoni fritti.
In Scandinavia sono molto apprezzate le uova del coregone, considerate una prelibatezza specialmente in Svezia dove prende il nome di “löjrom”.